# Rachias piracicabensis
Espèce
Synonymes
- Rachias intermedia Soares, 1944

Rachias piracicabensis est une espèce d'araignées mygalomorphes de la famille des Pycnothelidae.

## Distribution
Cette espèce est endémique du Brésil. Elle se rencontre dans les États de São Paulo et du Minas Gerais.

## Description
Les femelles mesurent de 22 à 27 mm.
Le mâle décrit par Soares en 1944 sous le nom Rachias intermedia mesure 15,0 mm.

## Systématique et taxinomie
Cette espèce a été décrite par Piza en 1938. Elle est placée dans le genre Androthelopsis par Raven en 1985, dans le genre Pycnothele par Pérez-Miles et Capocasale en 1989 puis dans le genre Rachias par Passanha, Indicatti, Brescovit et Lucas en 2014.
Rachias intermedia a été placée en synonymie par Lucas, Knysak et Zveibil en 1986.

## Étymologie
Son nom d'espèce, composé de piracicab[a] et du suffixe latin -ensis, « qui vit dans, qui habite », lui a été donné en référence au lieu de sa découverte, Piracicaba.

## Publication originale
- Piza, 1938 : « Duas novas especes de aranha muito communs em Piracicaba. » Folia Clinica et Biologica, vol. 10, p. 21-23.